# 山口哲一
山口 哲一（やまぐち　のりかず、1964年5月6日 - ）は、日本の音楽プロデューサー、エンターテック・エバンジェリスト。音楽事務所社長。TwitterやFacebookでは「yamabug」の愛称で親しまれている。東京都出身。

## 経歴
国際基督教大学高等学校卒業、早稲田大学第二文学部中退。株式会社バグ・コーポレーションを設立、現在まで代表取締役社長。
アーティストのマネージメントとして、村上“ポンタ”秀一、佐山雅弘、SION、こだまさおり、などを手がける。
2003年頃から新人アーティストのプロデュースを始め、東京エスムジカ、ピストルバルブ、Sweet Vacationなどをデビューさせる。コンセプトを決めて、メンバーをオーディションなどで集めるという方法だったようである。
2011年に「ソーシャルネットワーク革命がみるみるわかる本」（ダイヤモンド社）を福島“ふくりゅう”龍太郎と共著で出版した。以来、音楽とITの専門家として、執筆、セミナーなどを行うようになり、コンテンツビジネス・エバンジェリストと称するようになった。同年12月には、「元春レイディオ・ショー」にゲスト出演し、佐野元春と「音楽配信の現状とこれから」について語った。
エンタメ系スタートアップを対象としたアワード「START ME UP AWARDS」をオーガナイズし、プロ作曲家育成「山口ゼミ」や「ニューミドルマン養成講座」を主宰するなど、次世代の育成にも精力的に取り込んでいる。異業種横断型のプロデューサー。
2017年度、クリエイティブディレクターとして『SHOSA/所作～a rebirth of humon body～』でアジアデジタルアート大賞インタラクティブアート部門優秀賞を受賞。
2018年11月、日本にエンターテイメント・スタートアップ投資のエコシステムを創造することをミッションに掲げるスタートアップ・スタジオ、株式会社VERSUSを設立し、代表取締役に就任。
2020年8月、エンターテインメント業界のイノベーションを加速させるスタートアップ・スタジオ、Studio ENTRE株式会社を設立し、代表取締役に就任。

## 所属
- Studio ENTRE株式会社　代表取締役（2020〜）
- 株式会社VERSUS　代表取締役　（2018～2020）
- 株式会社バグ・コーポレーション  代表取締役　（1986～）
- iU 情報経営イノベーション専門職大学　超客員教授（2020〜）[3]
- 大阪音楽大学ミュージックビジネス専攻　特任教授（2022年開設〜2023）[4]
- 一般社団法人日本音楽制作者連盟 理事　（2005～2013）
- デジタルコンテンツ白書（経済産業省監修）　編集委員　（2011～2020）
- 公益社団法人日本芸能実演家団体協議会　理事　（2011～2012）
- SXSW JAPAN PAVILION / JAPAN HOUSE　プロデューサー （2013～2017）
- START ME UP AWARDS 実行委員長（2014～）
- 経済産業省「コンテンツ産業長期ビジョン検討委員会」委員（2015～2016）
- Innovative Technologies特別賞選考委員（2016～2017）
- 経済産業省「平成30年度コンテンツ産業新展開強化事業」検討委員（2018～2019）
- 内閣府「知的財産戦略本部」コンテンツ戦略ワーキンググループ委員（2023〜）
- 経済産業省「音楽産業研究会」委員（2023〜）

## 著書
| タイトル                                                                  | 出版社                                     | 発売日         | 備考     |  |
| ------------------------------------------------------------------------- | ------------------------------------------ | -------------- | -------- |  |
| ソーシャルネットワーク革命がみるみるわかる本                              | ダイヤモンド社                             | 2011年4月11日  | 共著     |  |
| ソーシャル時代に音楽を“売る”7つの戦略                                     | リットーミュージック                       | 2012年10月25日 | 共著     |  |
| プロ直伝!職業作曲家への道                                                 | リットーミュージック                       | 2013年7月12日  | 監修     |  |
| 世界を変える80年代生まれの起業家-起業という選択-                          | スペースシャワーネットワーク               | 2013年9月28日  |          |  |
| DAWで曲を作る時にプロが実際に行なっていること                             | リットーミュージック                       | 2014年9月19日  | 監修     |  |
| とびきり愛される女性になる。 恋愛ソングから学ぶ魔法のフレーズ             | ローソンHMVエンタテイメント                | 2015年3月2日   | 共著     |  |
| 最先端の作曲法 コーライティングの教科書                                   | リットーミュージック                       | 2015年4月17日  | 共著     |  |
| 10人に小さな発見を与えれば、1000万人が動き出す。                          | ローソンHMVエンタテイメント                | 2015年6月2日   |          |  |
| 新時代ミュージックビジネス最終講義                                        | リットーミュージック                       | 2015年9月24日  |          |  |
| ミュージシャンが知っておくべきマネジメントの実務                          | リットーミュージック                       | 2017年9月15日  | 監修     |  |
| デジタルコンテンツ白書2011〜2020                                          | 一般財団法人デジタルコンテンツ協会（DCAJ） | 2011～2020     | 音楽部分 |  |
| 図解入門業界研究 最新音楽業界の動向とカラクリがよくわかる本               | 秀和システム                               | 2022年8月13日  |          |  |
| ネオ・ソルフェージュ ポピュラー⾳楽のための読譜と聴⾳能⼒開発エクササイズ | リットーミュージック                       | 2022年12月16日 | 監修     |  |
| 音楽デジタルマーケティングの教科書 ポストSNS時代のヒットの作り方          | リットーミュージック                       | 2023年5月22日  | 共著     |  |
| ビルボードジャパンの挑戦 ヒットチャート解体新書                           | リットーミュージック                       | 2024年2月20日  | 監修     |  |
| AI時代の職業作曲家スタイル 逆張りのサバイバル戦略                         | リットーミュージック                       | 2024年6月12日  |          |  |
| 音楽未来会議～4つのテーマで読み解く「これまでの10年」と「これからの10年」 | リットーミュージック                       | 2025年1月22日  | 共著     |  |

## 連載
| タイトル                                              | 媒体名                          | 備考        |
| ----------------------------------------------------- | ------------------------------- | ----------- |
| ビジネスパーソンのためのエンタメ業界入門              | WEDGE infinity                  | 2013年9月 - |
| 来月、流行るJポップ〜チャート不毛時代のヒット曲羅針盤 | CREA WEB                        | 2013年9月 - |
| IＰマネジメントレビュー                               | 知的財産教育協会発行 知財専門誌 | 2015年 -    |

## メディア出演
| 放送局／媒体 | 番組名／タイトル                                             | 備考                 | 出演日           |
| ------------ | ------------------------------------------------------------ | -------------------- | ---------------- |
| NHKFM        | 元春レイディオ・ショー                                       | ゲスト出演           | 2012年12月4日    |
| 週刊アスキー | 時代を駆けるキーパーソンに訊く！～え、それってどういうこと？ | 聞き手：速水健朗     | 2013年10月12日号 |
| T-FM         | LOVE CONNECTION                                              | ゲスト出演           | 2015年2月18日    |
| フジテレビ   | ホウドウキョク あしたのコンパス                              | 司会：津田大介       | 2015年6月9日     |
| 週刊東洋経済 | 音楽は誰のものか                                             | 対談：Taku Takahashi | 2015/8/8-15号    |
| フジテレビ   | ホウドウキョク あしたのコンパス                              | 司会：速水健朗       | 2015年10月19日   |
| TOKYO FM     | タイムライン                                                 | 司会：Chikirin       | 2016年6月1日     |
| TOKYO FM     | 高橋みなみの「これから、何する？」                           | 司会：高橋みなみ     | 2016年10月6日    |
| フジテレビ   | ホウドウキョク あしたのコンパス                              | 司会：速水健朗       | 2017年2月6日     |
| TOKYO FM     | 高橋みなみの「これから、何する？」                           | 司会：高橋みなみ     | 2018年8月27日    |

## 講演
| 日時           | 主催                                         | タイトル |
| -------------- | -------------------------------------------- | --- |
| 2011年4月23日  | 東京芸術大学                                 | シンポジウム グローバル化するJポップ〜「J-meloリサーチ2010」の調査結果から                                                                                              |
| 2011年11月29日 | 日本電信電話（株）                           | 『統合コンテンツ・AP流通基盤連絡会』音楽ビジネスの近未来 日本の音楽配信の現状とクラウド型ストリーミングサービスの可能性                                                 |
| 2012年2月17日  | 残響塾                                       | 音楽・アーティスト活動のこれから〜Direct to Fan (D2F) マーケティング時代のサバイバル術〜                                                                                |
| 2012年2月28日  | 日本レコード協会                             | クラウドサービスが今後の音楽ビジネスに与える影響と対応策について |
| 2012年6月14日  | デジタルサイネージジャパン                   | サイネージクリエイティブには新しい血が必要だ〜モーショングラフィックスとサウンドクリエーション〜                                                                        |
| 2013年1月25日  | 慶應義塾大学                                 | KMD修士選択科目「メディアポリシー（英語）」 |
| 2013年2月22日  | Social Media Week Tokyo                      | ソーシャルメディアは世界とつながっている。J-POPはK-POPに学べるか? |
| 2013年11月16日 | TOKYO BOOT UP!                               | TOKYO BOOT UP! 2013 Conference Day 音楽サービスの近未来 〜ミュージック・ディスカバリーって何?〜 グローカル（グローバル+ローカル）〜グローバルはローカルからこそ始まる〜 |
| 2013年12月20日 | 岡三証券                                     | 音楽流通のこれから 〜spotifyモデルを考える〜 |
| 2014年2月18日  | グレースノート                               | The State of Music Discovery |
| 2014年6月30日  | 一般社団法人モバイル・コンテンツ・フォーラム | モバイルコンテンツビジネス講座 日本型音楽配信ビジネスの未来像 |
| 2014年9月5日   | 一般財団法人デジタルコンテンツ協会           | 『デジタルコンテンツ白書2014』発刊セミナー |
| 2014年9月13日  | THE BIG PARADE 2014                          | 【キーノート・イベント】佐野元春 基調講演 聞き手 |
| 2015年9月2日   | 大阪工業大学                                 | 「知的財産実務」研修 講師 |
| 2016年11月9日  | 大阪電気通信大学                             | 「知的財産権入門」講義 講師 |
| 2016年11月18日 | 大阪工業大学                                 | 「コンテンツ知的財産探求」特別講義 講師 |
| 2017年12月1日  | 大阪工業大学                                 | 「コンテンツ知的財産探求」特別講義 講師 |
| 2018年6月13日  | Interop Tokyo 2018                           | よりビジュアルでインタラクティブなライブエンターテイメント・クリエイターとしての活躍の近道とは？モデレーター                                                            |